# Ras ir-Raħeb
Ras ir-Raħeb är en udde i republiken Malta. Den ligger i den västra delen av landet.
Terrängen inåt land är varierad. Närmaste större samhälle är Birkirkara, 12,0 kilometer öster om Ras ir-Raħeb. Vid udden finns jordbruksmark.